# Liatorp/Eneryda IF
Liatorp/Eneryda IF, Leif, är sedan 2015 det gemensamma seniorlaget för Liatorps IF och Eneryda IF, bägge belägna i Älmhults kommun i Kronobergs län. Föreningen spelade säsongen 2022 i division IV. Klubbens rödsvarta färger är en kompromiss av Liatorps rött och vitt med Enerydas gult och svart.